# Annie Machordom
Annie Machordom Barbé es una investigadora científica en biología marina como parte del Consejo Superior de Investigaciones Científicas. Dirige el equipo de investigadores del Museo Nacional de Ciencias Naturales (MNCN) en Madrid. Su especialidad es la sistemática molecular de invertebrados marinos, especialmente aquellos en peligro de extinción. En este campo se investigan, en el marco de la biología evolutiva, "los procesos y patrones para entender la especiación, la diversificación, la distribución, el flujo de genes y otros factores (bióticos y abióticos) que dan lugar a la biodiversidad". Ha sido citada de forma extensiva en tratados sobre biología marina como el Atlas y libro rojo de los peces continentales de España y tiene, a fecha de febrero de 2019, 3.682 citaciones registradas en Google Scholar.

## Trayectoria
En 1990 Machordom obtuvo su doctorado de la Universidad Complutense de Madrid con su tesis Filogenia y Evolución del Género Barbus en la Península Ibérica Mediante Marcadores Moleculares. Desde su entrada en el CSIC, su investigación ha abordado el estudio de procesos y patrones evolutivos en distintos organismos y su aplicación de cara a su conservación. En 2006 su proyecto Genética de la conservación en especies marinas bioconstructoras(amenazadas e invasoras), indicadoras del cambio global fue seleccionado por la Fundéu BBVA como parte de la III Convocatoria de Ayudas a la Investigación en Biología de la Conservación.
En 2013 aparece citada en un artículo del diario El País poniendo de manifiesto la falta de financiación del CSIC.
En 2015, como parte del equipo investigador del MNCN, logró criar en cautividad y reintroducir a la Patella ferruginea en algunos de sus hábitats. Desde 2016 forma parte del equipo de coordinación del Máster en Biodiversidad de la Universidad Internacional Menéndez Pelayo.

## Publicaciones
- Hybridogenetic reproduction and maternal ancestry of polyploid Iberian fish: the Tropidophoxinellus alburnoides complex (1997, coautora)
- Evidence of a Cenozoic Betic–Kabilian Connection Based on Freshwater Fish Phylogeography (2001, coautora)
- Evolutionary history and speciation modes in the cyprinid genus Barbus (2001, coautora)
- Atlas y libro rojo de los peces continentales de España (2002, colaboradora)[8]
- Phylogeography and conservation genetics of endangered European Margaritiferidae (2003, coautora)
- Mitochondrial differentiation and biogeography of Hyla meridionalis (Anura: Hylidae): an unusual phylogeographical pattern (2007, coautora)